# Гаванський шляхопровід
Га́ванський шляхопрові́д — комбінований шляхопровід на Берестейському проспекті у місті Києві над залізничною лінією  Київ-Волинський — Почайна. Назва шляхопроводу походить від залізничної лінії від Київ-Волинського до гавані, яку почали будувати у 1910-х роках.

## Історія
Вперше шляхопровід був побудований у другій половині 1910-х років під час побудови північної залізничної лінії від Київ-Волинського до гавані. Шляхопровід первинно був дерев'яним, ним здійснювався автомобільний та трамвайний рух по Брест-Литовському шосе у напрямку Святошина. Під час Другої світової війни був зруйнований, у сучасному вигляді відновлений у 1950-х роках. Південну частину шляхопроводу, якою нині здійснюється лише автомобільний рух у бік центру, було зведено на Брест-Литовському проспекті у безпосередній близькості від зупинного пункту Рубежівський (нині — платформа Берестейська), де також розташовувалась і трамвайна лінія.
У 1971 році, при продовженні Святошинсько-Броварської лінії Київського метрополітену до станції   «Святошин», нова ділянка якої має неглибоке залягання, була відкрита друга черга шляхопроводу, що складалась з критого метромосту на перегоні між станціями «Жовтнева» та «Нивки», а також пішохідної ділянки на його даху.
З початку 1980-х років почалася ґрунтовна реконструкція проспекту: 1982 року було знято трамвайне сполучення, а пішохідну частину мосту перетворили в автомобільну.
У 2001 році проведена реконструкція шляхопроводу, в ході якої ліквідований аварійний стан опор, а конструкції шляхопроводу приведено до належного технічного стану конструкції.
Влітку 2016 року, під час реконструкції проспекту Перемоги, проведено капітальний ремонт Гаванського шляхопроводу, під час якого було облаштовано проїзну частину та тротуари, а також облаштовані нові колесовідбійні і перильні огородження.

## Особливості будови
Шляхопровід складається з двох частин — у напрямку області та в бік центру. Шляхопровід у напрямку області має нижній ярус, яким пролягає суміщений (в обидва напрямки) тунель Святошинсько-Броварської лінії Київського метрополітену. Цим пояснюється велика відстань між залізничними тунелями та автомобільною частиною шляхопроводу. Таким чином, північна частина Гаванського шляхопроводу є ще й критим метромостом.

## Зображення

Гаванський шляхопровід
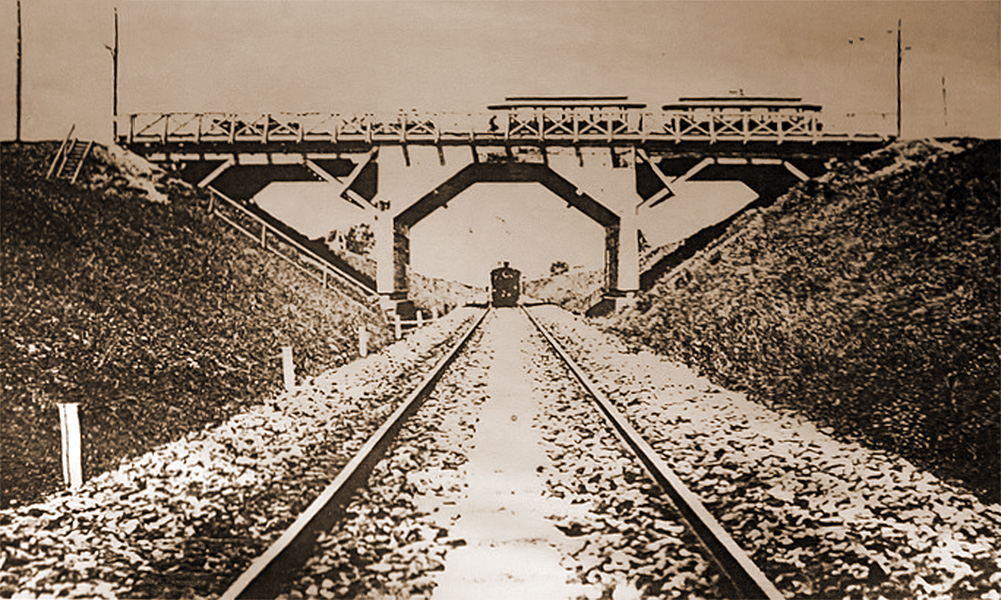
Гаванський шляхопровід (1910-ті)
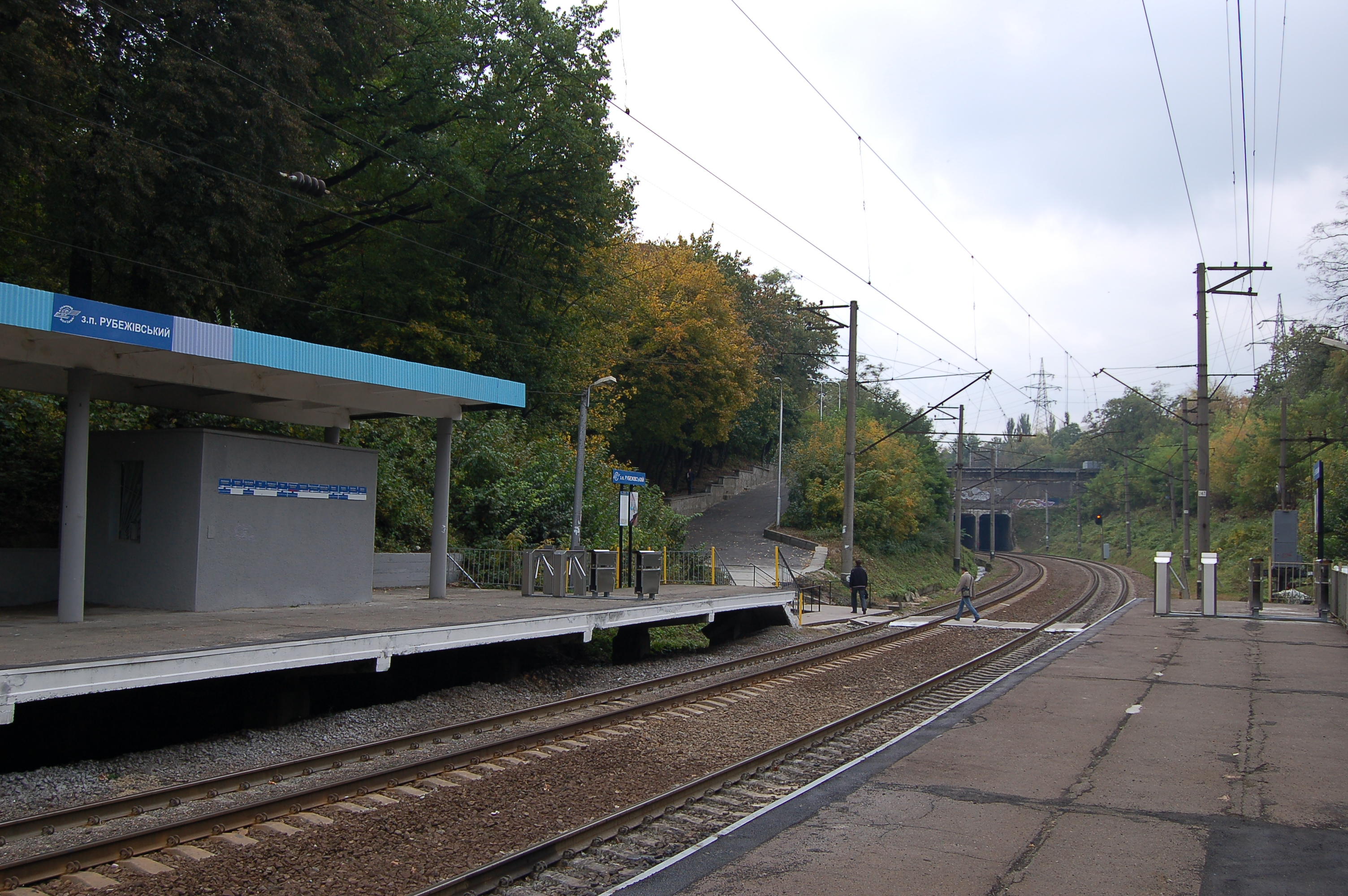
Шляхопровід із зупинного пункту Берестейська
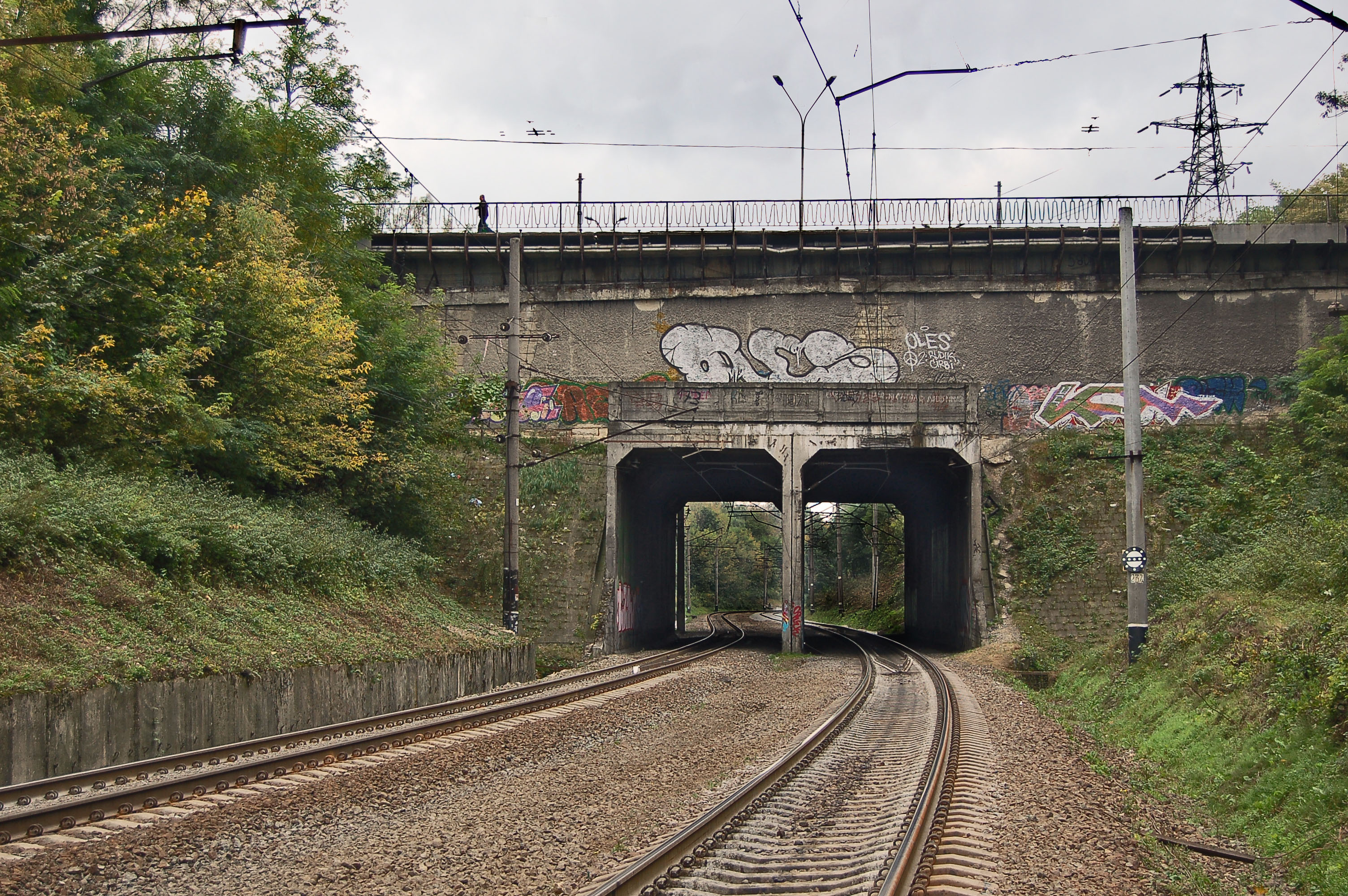
Шляхопровід з північної сторони
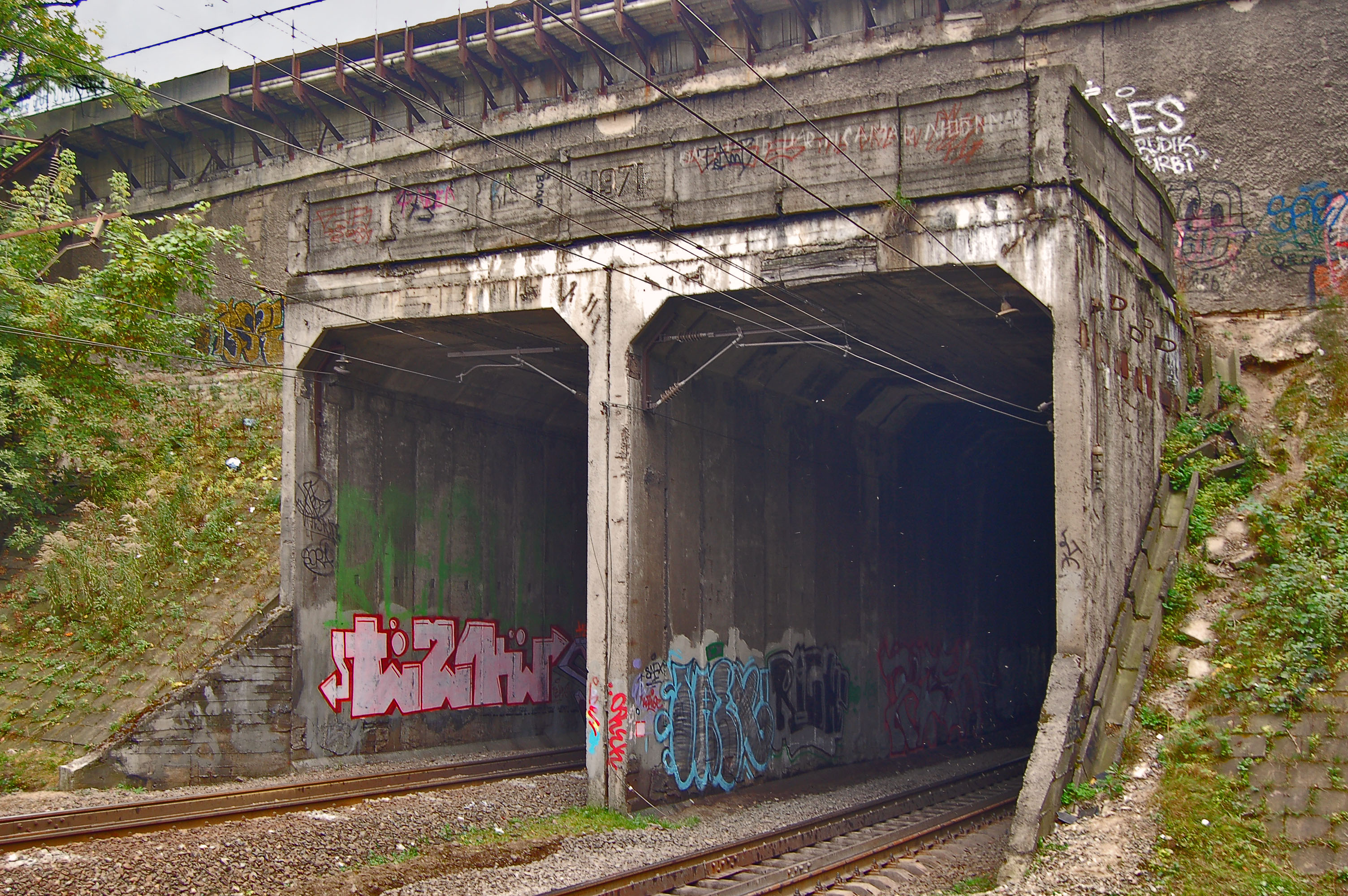
Портал шляхопроводу з боку тунелів метро
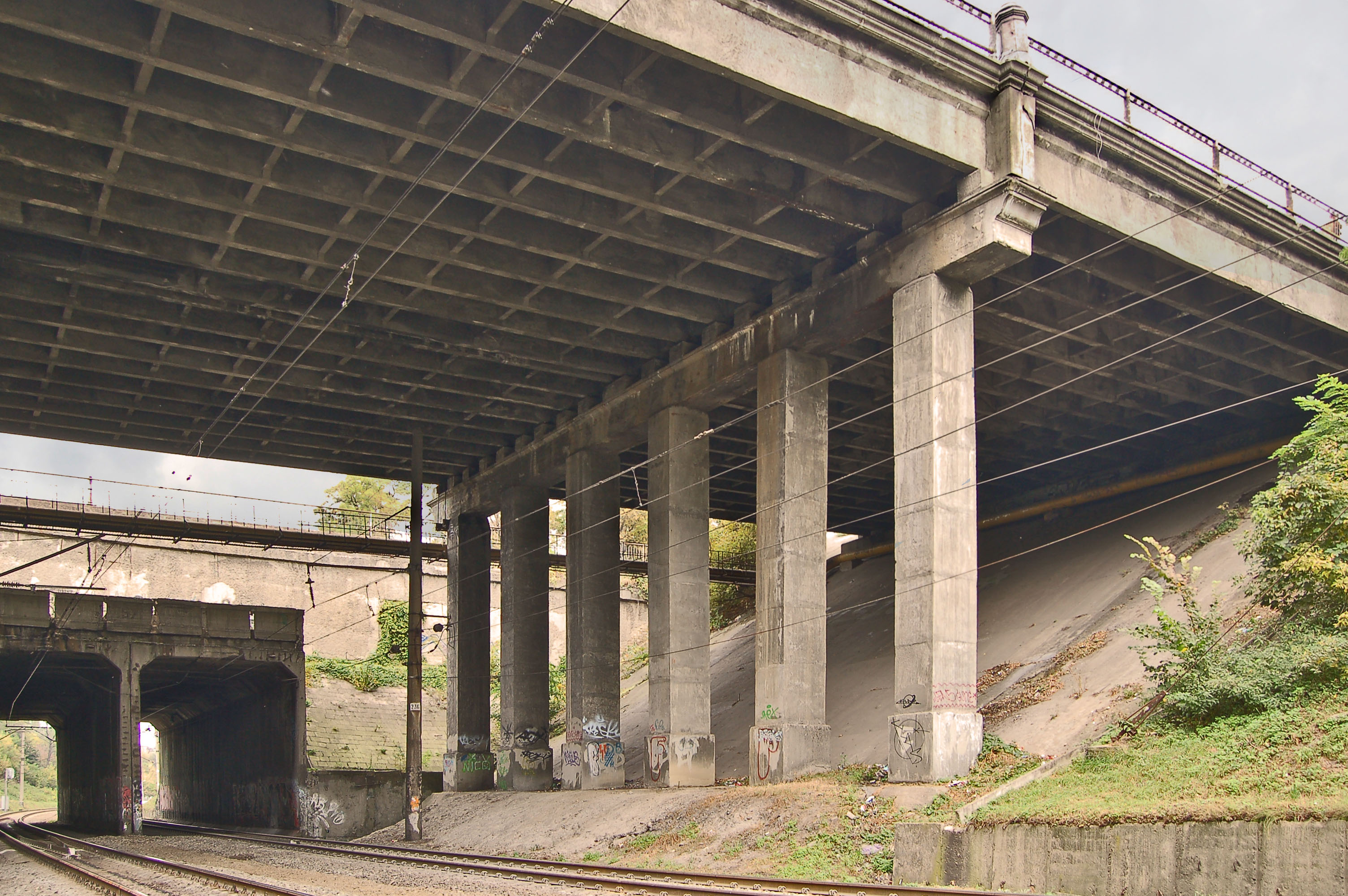
Південна (автомобільна) частина шляхопроводу